# 天主教里士满教区
天主教里士滿教區（拉丁語：Dioecesis Richmondiensis）是美國一個羅馬天主教教區，屬巴爾的摩總教區。成立於1820年7月11日。
教區範圍包括維吉尼亞州中南部以及德瑪瓦半島南部，教座位於州府里士滿。2010年有教友233,000人（佔轄區總人口4.7%）、151個堂區、194名司鐸。現任教區主教為方濟·迪羅倫索。